# Селекція рослин
Селекція рослин — теорія і практика створення нових та поліпшення існуючих сортів рослин, найпристосованіших для задоволення потреб людини.
Основними напрямами в селекції є підвищення врожайності та якості продукції, стійкості до хвороб, шкідників та несприятливих умов зовнішнього середовища (посухостійкість, зимостійкість, стійкість до вилягання) створення сортів, придатних для вирощування за інтенсивними технологіями з повною механізацією всіх процесів.

## Зародження селекції
Майже всі культурні рослини були отримані людиною внаслідок її прямої діяльності.
Перші культурні рослини з'явилися з переходом людей на осілий спосіб життя. За допомогою примітивних знарядь обробки ґрунту люди почали висівати насіння диких рослин. Окультурювання рослин відбувалося внаслідок несвідомого добору і розмноження екземплярів рослин, що мали властивості кращі для людини. Ці екземпляри мали більші плоди і насіння, кращі смакові якості. Деякі з таких сортів і видів вирощуються і в сучасний час. Перші успіхи в поліпшенні властивостей рослин були повільними, часто випадковими, добір був інтуїтивним.
З часом селекція стала цілеспрямованішою, відбирали те насіння, яке давало більший урожай. Способи відбору передавали з покоління в покоління у формі релігійних заповідей і звичаїв. У творах стародавніх авторів зустрічаються поради по відбору.
Наступним етапом стала багатовікова народна селекція, яка використовувала спільну дію впливу природну та прості способи штучного добору. Було отримано цінні сорти культур. У селекції використовували рослини завезені з інших регіонів.
Розширення ринків збуту, розвиток промисловості, яка дала досконаліші засоби обробки землі, зробило виробництво сільськогосподарських культур прибутковим. Якість насіння стала важливим чинником. Почалися створювати товариства, які займалися продажем сортового насіння. Першою була заснована в 1727 році біля Парижа фірма «Вільморен», яка досі продає сортове насіння. Аналогічні товариства створювалися і в інших країнах.

## Становлення селекції як науки
Систематизація результатів проведених гібридизацій і спроб їх пояснень розпочалося в другій половині XVIII ст.. Були здійснені гібридизації різних видів рослин багатьма вченими. Теорія Дарвіна, яку він запропонував у 1859 році, показала значні можливості щодо змін типу рослин у потрібному напрямі методом безперервного добору.
Праці Менделя дали напрямок експериментальних досліджень спадковості і мінливості. На основі цього данський вчений В. Л. Йогансен у 1903 році сформулював поняття про чисті лінії, у 1909 році ввів основні поняття генетики: ген, генотип і фенотип.
Остаточна селекція як наука сформувалася в XX ст., коли були створені селекційні станції, вивчення селекції як окремого предмета, у навчальних закладах, випуском спеціальних наукових журналів.

## Основні напрямки селекції
Селекція спрямована на підвищення врожайності та якості продукції, стійкості до хвороб, шкідників та несприятливих
змін зовнішнього середовища (посухостійкість, зимостійкість, стійкість до вилягання), створення сортів, придатних для механізованого вирощування на всіх етапах росту.

### Селекція на продуктивність
У результаті селекції отримуються рослини, які дають більший вихід продукції певної ознаки, що залежить від виду рослини. Крім досягнення певної продуктивності, селекція повинна зберегти ці властивості протягом тривалого часу.

### Селекція на якість продукції
Селекція спрямована на отримання культур, що дають якісний вихід речовин, на отримання яких здійснюється їх вирощення.

### Селекція на стійкість до хвороб і шкідників
Для стійкості до хвороб використовують два підходи: створення сортів, які тривалий час зберігають стійкість до збудників хвороб або селекція на повну резистентність.
Стійкість до шкідників виробляється на основі морфологічних, фізіологічних або біохімічних чинників, витривалості сортів.

### Селекція на посухостійкість
Отримання сортів які можуть витримувати перегрівання і зневоднення та забезпечувати високий урожай продукції за умов посухи.

### Селекція на зимостійкість
Озимі культури продуктивніші, ніж ярі. Проте ризик їх пошкодження, загибелі під дією несприятливих чинників зимою (низькі температури, льодяна кірка, випрівання, вимокання) може привести до зниження продуктивності.

### Селекція на підвищення холодостійкості
На розвиток рослин може негативно впливати весняне й осіннє похолодання. Для теплолюбних культур особливо небезпечні пізні весняні приморозки в період інтенсивної вегетації. Низькі, навіть позитивні температури восени пошкодити і знизити врожай багатьох культур.
Селекцію сортів на підвищення холодостійкості здійснюють для майже всіх ярих культур.

### Селекція на придатність до технології механізованого вирощування
Для механізованого вирощування культури повинні відповідати певним вимогам. Селекція повинна забезпечити виведення сортів, стійких до вилягання та обсипання. Для деяких культур потрібне насіння, що дає тільки один росток.

### Поліпшення існуючих та розроблення нових методів селекційної роботи з використанням досягнень інших наук
Класичні методи селекції практично вичерпали себе за їх допомогою підвищення продуктивності рослин майже досягло межі.
Фундаментальні дослідження молекулярної біології і генетики в поєднанні з класичними методами селекції дають змогу підвищити ефективність селекційної роботи.